# Libnotes pilulifera
Libnotes pilulifera är en tvåvingeart som först beskrevs av Edwards 1933.  Libnotes pilulifera ingår i släktet Libnotes och familjen småharkrankar. Inga underarter finns listade i Catalogue of Life.